# Amphorogynaceae
Họ Amphorogynaceae (Stauffer ex Stearn) Nickrent & Der, 2010 là một họ thực vật hạt kín mới đề xuất năm 2010, dựa trên tông Amphorogyneae Stauffer ex Stearn, xếp trong bộ Santalales. Do vậy, họ này không có hệ thống APG III năm 2009 (không đổi so với hệ thống APG II năm 2003 và hệ thống APG năm 1998) mà chỉ được coi là một phần trong họ Santalaceae s. l., nhưng được đề cập trong website của APG như là nhóm hay tông Amphorogyneae Stearn.

## Phân loại
Chi điển hình: Amphorogyne Stauff. & Hürl.. Họ này khi được công nhận sẽ bao gồm 9 chi và 68 loài.
- Nhánh 1 (ký sinh rễ và thân cây):
  - Amphorogyne Stauff. & Hürl.: 3 loài ký sinh rễ, đặc hữu New Caledonia.
  - Daenikera Hürl. & Stauff.: 1 loài (D. corallina Hürl.) ký sinh rễ và thân cây, đặc hữu New Caledonia.
- Nhánh 2 (ký sinh rễ, đặc hữu Australia):
  - Choretrum R. Br.: 6 loài tại Australia.
  - Leptomeria R. Br.: 17 loài tại Australia.
  - Spirogardnera Stauff.: 1 loài (S. rubescens Stauff.), đặc hữu Tây Australia.
- Nhánh 3 (các kiểu dinh dưỡng khác nhau):
  - Dendromyza Danser, bao gồm cả Cladomyza Danser: 21 loài tại Đông Nam Á, Malaysia, Indonesia, New Guinea.
  - Dendrotrophe Miq., bao gồm cả Henslowia Blume: 4 loài dây cổ tay hay thượng mộc, hằng lộ, hen, tầm gửi dây, ký sinh đằng. Sinh sống trong khu vực từ khu vực dãy núi Himalaya tới Philippines và Malaysia, Indonesia. Tại Việt Nam có 3 loài.
  - Dufrenoya Chatin: 11 loài du ren tại Đông Nam Á, Indonesia và Malaysia. Tại Việt Nam có 4 loài.
  - Phacellaria Benth.: 4 loài lục đóa, trùng ký sinh, sinh sống trong khu vực từ miền đông Ấn Độ cho tới Hoa Nam. Tại Việt Nam có 3 loài.

## Đặc điểm
Họ này chứa các loài cây gỗ và cây bụi nhỏ ký sinh rễ, hoặc cây bụi ký sinh rễ và thân cây, dây leo ký sinh thân cây, và cây bụi ký sinh thân cây (tầm gửi) . Chi Phacellaria là siêu ký sinh trên các loài thuộc họ Loranthaceae cũng như các loài khác trong họ Amphorogynaceae. Các thân cây với kiểu phân cành gốc ghép, ở một vài loài ký sinh trên không phân dị thành các chồi sinh dưỡng và giác mút. Lá mọc so le hay gần như vòng, hoặc là lưỡng hình hoặc không, lâu rụng, nhanh rụng hay sớm rụng, phát triển hoặc giống như vảy. Các loài cây này có hoa lưỡng tính hay đơn tính (khi đó là đơn tính khác gốc). Cụm hoa đa dạng, bao gồm hoa đơn độc, xim hoa đơn, bông, chùm, tán hay chùy. Cả đài hoa lẫn đài phụ đều không bền. Các cánh hoa hình móc mẫu 4-6 và đôi khi hợp sinh thành một ống tràng ngắn. Các lông tơ trên cánh hoa đối diện các nhị hoa là lâu rụng ở phần lớn các chi (Dendromyza và Phacellaria là các ngoại lệ). Nhị có số lượng bằng cánh hoa. Đôi khi có các nhị lép và nhụy lép. Chỉ nhị rất ngắn, bằng hoặc hơi ngắn hay hơi dài hơn so với bao phấn. Bao phấn gắn vào các chỉ nhị rất ngắn theo kiểu đính lưng hoặc bao phấn không cuống. Thay vì các ngăn của kiểu bốn túi bào tử thì các bao phấn được định hướng trong một mặt phẳng, hai ở phía trước và hai ở phía sau. Các ngăn khi đó là bất đẳng số, nghĩa là có kích thước không bằng nhau. Mỗi ngăn túi nứt theo chiều ngang một cách độc lập (ngược lại với kiểu nứt theo chiều dọc phổ biến đối với 2 ngăn túi), một đặc trưng bất thường đã làm cho Stauffer (1969) công nhận tông Amphorogyneae.
Một đĩa tuyến mật có trên đỉnh của bầu nhụy hạ (có thể phân thùy hay không). Vòi nhụy hoặc rất ngắn hoặc không có. Điều kiện "mở" duy nhất tồn tại ở chi Phacellaria trong đó vòi nhụy rỗng và mở trực tiếp vào ngăn bầu nhụy. Bầu nhụy tại gốc chứa 1-6 bán ngăn nhưng là đơn ngăn ở phía trên. Cột thực giá noãn thẳng, đôi khi kéo dài về phía đỉnh vượt quá các noãn, và mang 2-5 noãn không vỏ noãn. Túi phôi đôi khi mở rộng vượt quá noãn hay thực giá noãn và có một cuống noãn. Trên đỉnh quả thành thục (quả hạch) là các bộ phận của bao hoa lâu rụng. Ở các loài ký sinh trên không trung (Dendromyza, Dendrotrophe, Phacellaria), vỏ quả ngoài và vỏ quả giữa là dạng sợi, cả hai kết hợp để tạo thành cấu trúc gắn hạt. Ở chi Dendromyza và Dufrenoya thì vỏ quả trong phân chia thành các phần, vì thế quả là hột với các hạt phân thùy.

## Phát sinh chủng loài
Các phân tích phân tử của Der & Nickrent (2008)  sinh ra một nhánh được hỗ trợ mạnh và giải quyết hoàn toàn, đồng nhất về thành phần với tông Amphorogyneae (Stauffer, 1969), (Stearn, 1972), mà trong bài này được coi là một đơn vị phân loại ở cấp họ. Các dữ liệu này (và Nickrent, chưa công bố) chỉ ra rằng chi Spirogardnera có quan hệ rất gần với chi Leptomeria và chúng có thể coi là đồng loài. Khi 4 phương thức sinh dưỡng nói trên được tối ưu hóa trên cây phát sinh chủng loài phân tử thì vài xu hướng tiến hóa có thể nhận thấy. Khi chi Daenikera và chi Dendrotrophe được coi là đa hình (ký sinh rễ và tầm gửi), thì điều kiện tiết kiệm nhất đối với trục xương sống của cây phát sinh chủng loài này là điều kiện ký sinh rễ và thân cây. Điều này gợi ý rằng tổ tiên của Amphorogynaceae, và tổ tiên chung với Viscaceae, là ký sinh rễ và thân. Hai ví dụ về các đặc trưng hình thái rất bất thường ở Amphorogynaceae là như sau. Loài ký sinh rễ Leptomeria drupacea (Labill.) Druce (đồng nghĩa: L. billardieri R. Br.) ở Australia có lẽ là độc nhất vô nhị trong số các loài thực vật hạt kín ở chỗ có đột biến thay thế bất thường - loài này tạo ra các cấu trúc tựa như túi phôi trong các vi túi bào tử của nó.
Cây phát sinh chủng loài dưới đây lấy theo Der J. P. & Nickrent D. L., 2008.
|  | Dendromyza   |
|  |              |
|  | Dendrotrophe |
|  |              |

|  | Dufrenoya   |
|  |             |
|  | Phacellaria |
|  |             |

|  | Dendromyza   |
|  |              |
|  | Dendrotrophe |
|  |              |

|  | Dufrenoya   |
|  |             |
|  | Phacellaria |
|  |             |

|  | \| \| Leptomeria \| \| \| \| \| \| Spirogardnera \| \| \| \| |
|  |                                                              |
|  | Choretrum                                                    |
|  |                                                              |
|  | Leptomeria                                                   |
|  |                                                              |
|  | Spirogardnera                                                |
|  |                                                              |

|  | Leptomeria    |
|  |               |
|  | Spirogardnera |
|  |               |

|  | Dendromyza   |
|  |              |
|  | Dendrotrophe |
|  |              |

|  | Dufrenoya   |
|  |             |
|  | Phacellaria |
|  |             |

|  | Dendromyza   |
|  |              |
|  | Dendrotrophe |
|  |              |

|  | Dufrenoya   |
|  |             |
|  | Phacellaria |
|  |             |

|  | \| \| Leptomeria \| \| \| \| \| \| Spirogardnera \| \| \| \| |
|  |                                                              |
|  | Choretrum                                                    |
|  |                                                              |
|  | Leptomeria                                                   |
|  |                                                              |
|  | Spirogardnera                                                |
|  |                                                              |

|  | Leptomeria    |
|  |               |
|  | Spirogardnera |
|  |               |

|  | Amphorogyne |
|  |             |
|  | Daenikera   |
|  |             |

|  | Dendromyza   |
|  |              |
|  | Dendrotrophe |
|  |              |

|  | Dufrenoya   |
|  |             |
|  | Phacellaria |
|  |             |

|  | Dendromyza   |
|  |              |
|  | Dendrotrophe |
|  |              |

|  | Dufrenoya   |
|  |             |
|  | Phacellaria |
|  |             |

|  | \| \| Leptomeria \| \| \| \| \| \| Spirogardnera \| \| \| \| |
|  |                                                              |
|  | Choretrum                                                    |
|  |                                                              |
|  | Leptomeria                                                   |
|  |                                                              |
|  | Spirogardnera                                                |
|  |                                                              |

|  | Leptomeria    |
|  |               |
|  | Spirogardnera |
|  |               |

|  | Dendromyza   |
|  |              |
|  | Dendrotrophe |
|  |              |

|  | Dufrenoya   |
|  |             |
|  | Phacellaria |
|  |             |

|  | Dendromyza   |
|  |              |
|  | Dendrotrophe |
|  |              |

|  | Dufrenoya   |
|  |             |
|  | Phacellaria |
|  |             |

|  | \| \| Leptomeria \| \| \| \| \| \| Spirogardnera \| \| \| \| |
|  |                                                              |
|  | Choretrum                                                    |
|  |                                                              |
|  | Leptomeria                                                   |
|  |                                                              |
|  | Spirogardnera                                                |
|  |                                                              |

|  | Leptomeria    |
|  |               |
|  | Spirogardnera |
|  |               |

|  | Amphorogyne |
|  |             |
|  | Daenikera   |
|  |             |